# FinFisher
FinFisher est une gamme de produits de surveillance et d'intrusion informatique développée par Gamma International, la filiale allemande de Gamma Group, à destination des agences gouvernementales, forces de l'ordre et services de renseignement.

## Présentation
Cette gamme de produits se compose de :
- FinFireWire, logiciel permettant d’accéder au contenu d'un ordinateur protégé par mot de passe, sans laisser de trace ;
- FinFly ISP ;
- FinFly LAN ;
- FinFly USB ;
- FinFly Web, infection via une page web ;
- FinIntrusion Kit, son interface graphique est appelée FinTrack Operation Center (également abrégée en FTOC);
- FinSpy, logiciel serveur permettant la prise de contrôle, discrète et à distance, d'un ordinateur cible ;
- FinSpy Mobile ;
- FinTraining, formation à l'intrusion ;
- FinUSB Suite, son interface graphique est appelée FinUSB HQ.

Martin Johannes Muench est le patron et coactionnaire de Gamma International avec Louthean John Alexander Nelson, fils du fondateur du groupe, William Louthean Nelson,.

## Controverse
Au-delà de poser des questions d'atteinte à la vie privée dans des pays démocratiques, plusieurs pays aux régimes répressifs ont pu acheter des produits de cette gamme,.

Une étude menée par quatre chercheurs en sécurité du Citizen Lab de l'Université de Toronto — Claudio Guarnieri, Bill Marczak, Morgan Marquis-Boire et John Scott-Railton — révèle l'utilisation de logiciels de la suite FinFisher par 25 gouvernements,, ; le 30 avril 2013, un rapport mentionne onze autres pays ayant recours à FinFisher :
- Afrique du Sud (rapport du 30 avril 2013)
- Allemagne
- Australie
- Autriche (rapport du 30 avril 2013)
- Bahreïn
- Bangladesh
- Brunei
- Bulgarie (rapport du 30 avril 2013)
- Canada
- Émirats arabes unis
- Estonie
- États-Unis
- Éthiopie
- Hongrie (rapport du 30 avril 2013)
- Inde
- Indonésie
- Japon
- Lettonie
- Lituanie (rapport du 30 avril 2013)
- Macédoine (rapport du 30 avril 2013)
- Malaisie
- Mexique
- Mongolie
- Nigeria (rapport du 30 avril 2013)
- Pakistan (rapport du 30 avril 2013)
- Panama (rapport du 30 avril 2013)
- Pays-Bas
- Qatar
- République tchèque
- Roumanie (rapport du 30 avril 2013)
- Royaume-Uni
- Serbie
- Singapour
- Turkménistan
- Turquie (rapport du 30 avril 2013)
- Vietnam

Le 30 avril 2013, Mozilla envoie une lettre de cessation et d’abstention à Gamma afin qu'ils cessent d'utiliser les marques et manifestes d'assembly de Mozilla pour faire passer leurs logiciels d'espionnage comme des logiciels de confiance.
Le 5 août 2014, un hacktiviste, se présentant sous le pseudonyme Phineas Fisher, revendique être parvenu à avoir accès aux données de l’entreprise Gamma Group. Il met en ligne une archive de 40 Go censée contenir à la fois le code source de certains logiciels de la gamme FinFisher, mais aussi des listes de clients, de prix ou encore la documentation en lien avec les logiciels. Un fichier révèle qu'en avril 2014, aucun des 35 logiciels antivirus les plus utilisés par les particuliers ou les entreprises, n'est capable de détecter le logiciel Finfisher après son installation sur un PC.
Le 15 octobre 2015, le Citizen Lab publie un rapport à la suite des nouvelles découvertes de cinq chercheurs -Bill Marczak, John Scott-Railton, Adam Senft, Irene Poetranto et Sarah McKune- portant notamment sur la mise en place de serveurs mandataires pour essayer de masquer l'emplacement des serveurs de FinFisher,.
Le 21 septembre 2017, la société Eset affirme avoir prouvé que des fournisseurs d'accès à Internet infectent les ordinateurs de leurs clients par un logiciel d'interception de la gamme FinFisher.